# Megasema intermedia
Megasema intermedia là một loài bướm đêm trong họ Noctuidae.